# Corteolona e Genzone
Corteolona e Genzone är en kommun i provinsen Pavia i regionen Lombardiet i Italien. Kommunen hade 2 577 invånare (2018).
Kommunen Corteolona e Genzone bildades den 1 januari 2016 genom en sammanslagning av de tidigare kommunerna Corteolona och Genzone.